# اچ‌ام‌اس سویفت‌سور (۱۶۲۱)
اچ‌ام‌اس سویفت‌سور (۱۶۲۱) (به انگلیسی: HMS Swiftsure (1621)) یک کشتی است که طول آن ۱۰۶ فوت (۳۲ متر) می‌باشد.